# دوغلاس كامبل
دوغلاس كامبل هو ممثل كندي، ولد في 11 يونيو 1922 في المملكة المتحدة، وتوفي في 6 أكتوبر 2009 في كندا.

## وصلات خارجية
- دوغلاس كامبل على موقع IMDb (الإنجليزية)
- دوغلاس كامبل على موقع ميوزك برينز (الإنجليزية)
- دوغلاس كامبل على موقع قاعدة بيانات برودواي على الإنترنت (الإنجليزية)
- دوغلاس كامبل على موقع قاعدة بيانات الفيلم (الإنجليزية)